# Longfossé
Longfossé település Franciaországban, Pas-de-Calais megyében. Lakosainak száma 1515 fő (2022. január 1.). Longfossé Desvres, Courset, Doudeauville, Samer, Wierre-au-Bois és Wirwignes községekkel határos.

## Népesség
A település népességének változása:
| Lakosok száma | 1426 | 1443 | 1460 | 1452 | 1469 | 1487 | 1504 | 1506 | 1515 |
|               | 2013 | 2015 | 2016 | 2017 | 2018 | 2019 | 2020 | 2021 | 2022 |